# يو إف سي 50
يو إف سي 50: حرب 2004 (بالإنجليزية: UFC 50: The War of '04)‏ هو حدث لفنون القتال المختلطة نظمته يو إف سي، أُقيم في 22 أكتوبر 2004، على فندق وكازينو هارد روك أتلانتيك سيتي في أتلانتيك سيتي، نيوجيرسي، الولايات المتحدة.